# Хине (община Жужемберк)
Вижте пояснителната страница за други значения на Хине.
Хине (на словенски: Hinje) е село в Словения, регион Югоизточна Словения, община Жужемберк. Според Националната статистическа служба на Република Словения през 2015 г. селото има 67 жители.